# Distretto di Soloco
Il distretto di Soloco è un distretto del Perù nella provincia di Chachapoyas (regione di Amazonas) con 1.413 abitanti al censimento 2007 dei quali 298 urbani e 1.115 rurali.
È stato istituito il 5 febbraio 1861.